# 越南科举制度
越南科舉制度（公元1075年-1919年），始自於李朝1075年，至阮朝末年的至1919年止，持续了800多年。是全世界科舉制度最晚廢除的國家。
1919年，阮朝最後一次舉辦科舉考試，其進士第一名為阮豐貽。此後科舉制度於世界上正式成為歷史。

## 歷史

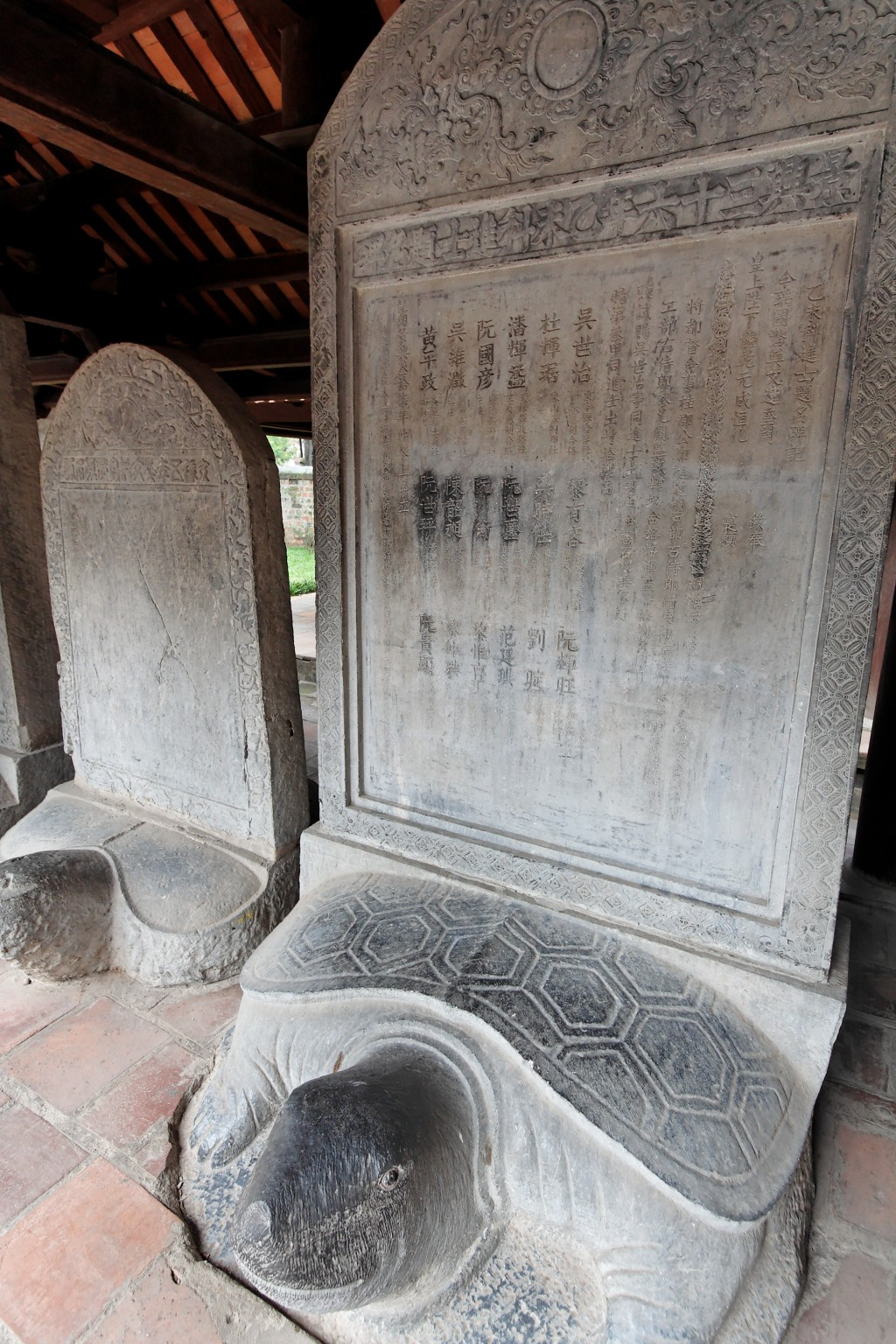
河內文廟科舉高中者的名碑，圖中碑刻為景興三十六年乙未科庭試進士題名

### 李朝之前
越南在前李朝之後的三百多年間被中國隋朝和唐朝直接管轄，稱為第三次北屬時期，今越南的北部和中部為唐朝領土时為唐朝郡县，称为安南，當時中國科舉容許全國各地包括安南在內的士人應考，並於科考中设南选使，选取安南人在当地或入朝做官。這段期間有不少安南人通過科舉入朝為官，唐德宗时爱州军宁县（今越南清化省安定县）人姜公辅考中进士，官至谏议大夫，为唐名相之一。至968年越南獨立，之後的丁朝和前黎朝社會動盪，至李朝時始實行科舉。

### 李朝
越南的科舉制，最早始于李朝的仁宗太寧元年（1075年）。當時越南看出科举对选拔人才稳定社会有积极作用，於是模仿中國实行科举。但李朝的科舉制一共只舉行四次，人數也較少，未產生較大影響。

### 陳朝
陳朝太宗建中八年（1232年）時，再度實行科舉，其施行方式，是設立太學，由太學生參與考試，來取得進士資格，并与中国一样，以三甲定高下。其後為了擴大科舉取士，陳朝睿宗于隆慶二年（1374年）正式創立進士科，讓更多的人能參與進士考試。
1397年，執政的胡季犛下令在越南的各府、各州開辦學校。諸路各府各設立一個學官，賜予官田（大府州賜十五畝、中府州十二畝、小府州十畝），以供學校使用。路官、督學官教育生徒，每年每季選出優秀者送往朝廷，由皇帝親自選拔合格者為官。胡季犛厭惡程朱理學，自行編纂《明道書》十四篇作為學習《詩經》的序言，以取代朱熹的《詩集傳》。胡季犛還廢除了科舉考試中的默寫，以討論政治的「策文」代之；又增設書算一場，以考察數學能力。不過這些改革由於1407年安南被明朝吞併而被廢止。

### 後黎朝、莫朝、南北朝
後黎朝時，越南進一步模仿中國明清的科舉制度。明太祖洪武三年，曾允許安南、高麗、占城士人在本國鄉試通過之後，到南京參加會試，之後明成祖永樂五年（1407年），又一度將安南收入版圖，這些都促成中國科舉制對其後的后黎朝越南重大的影響，包括鄉試、會試、殿試三級的考試方式。
黎太祖黎利登基的時候，便在首都昇龍設立國子監。1430年，規定四品以下官員都必須參加科舉考試，文官考經史、武官考武經。全國各地則仿照中國科舉制度以選拔人才。此外又規定僧人和道士必須參加考試，以測試其對宗教典籍的瞭解程度，不合格者勒令還俗。黎仁宗在位期間，朝廷下令廢除「論經義」（討論五經的意義）科目，改為考算術的科目；但後來論經義科又被恢復。据《大越史记》中记载，洪德三年时的科举分为四场，第一场题目出自四书，有八题，举子选四题来做答；同时又有《论语》、《孟子》中各四题，“五经”中每经出三道题，举子从中自选一题做答。第二场考制、诏、表各三题。第三场考诗赋。第四场则考策问，靠的是历代政事的得失。可以看出当时的考试内容与中国的科举内容大同小异。
從1627年起，越南進入了鄭阮紛爭時期。越南分為南北兩部分，北部由鄭主挾持後黎朝統治，南部則由廣南阮主統治。這個時期的朝廷重武輕文，科舉只有鄉試和會試。鄉試每三年在清華、乂安、山南、山西、京北、海陽舉辦一次，會試在京畿地區每三年舉行一次。此時期的越南賣官鬻爵非常嚴重，根據1750年明都王鄭楹頒佈的法律，考生只要交了錢就可以免除一次考試，科舉淪為了一種公開的買賣。裕宗在位時（1705年-1729年），新設立武舉考試。

### 西山朝、阮朝
1788年，西山朝的光中帝阮惠統一了越南之後，試圖用字喃來取代漢字的官方地位，下令凡是官方書信、公文都以字喃為主要文字。他還命令官員在科舉中以字喃出題。阮惠之子阮光纘繼位之後，因政局動盪不安，科舉被停止。
阮世祖在1802年建立阮朝，于嘉隆六年（1807年）开乡试，制度上则模仿中国清代科举。之后的阮圣祖重视科举，曾命派往清朝的人士多买书籍，颁布士林。他在位期间实行的诸多改革措施，使阮朝的科举制度更趋于严密与规范。明命三年（1825年），初开会试恩科，并定试法，在京城南部建造试场，分为内外场和甲乙二围。按照当年应试的考生数来建造号舍。考试分四场。第一场考义经，第二场考诏、制、表，第三场考诗赋，第四场考策问或古文、今文。此外模仿清朝科举也建立了严格的考试纪律。其後在明命十年（1832年）進一步引進八股文為主要的考試內容。不過，阮圣祖也認為當時的科舉制度陳舊迂腐，應該逐漸加以改進。自阮圣祖開始設置廷試（殿試）之後，終阮一朝，越南科舉從未出現狀元、榜眼、探花等名目。雖學者有不少認為這是阮朝的規定，但在阮朝相關法律典籍中從未發現相關的條文。
嗣德年間，曾另設吉士科和雅士科選拔有文采的人做官，當中吉士科名稱上類似清朝的博學鴻詞科。
越南淪為法國殖民地之後，法國殖民者對科舉進行了一系列改革，廢除了科舉考試對八股、辭賦的考核，改為考核法語和越南語國語字的能力；同時增加了越南史、中國史、算術、例律、西方史、地理等內容。從1904年（成泰十六年）起，鄉試增加考核法語和越南語國語字互譯的題目，並成為定例。1919年，阮朝最後一次舉辦科舉考試，其進士第一名為阮豐貽。

## 特點
因为社会环境不同，越南的科举出现了许多與中國科舉、朝鮮科舉不同，具有本土特色的特点：首先，越南科举中有自己独创的制度，如太学生科、饶学试、四十分采点评卷法、“核”等等。其次，越南科举中曾实行儒、佛、道三教考试。最后，越南科举中曾尝试以大象把守试场，来防止作弊，后来在明命二十一年被废。这在东亚科举史上是绝无仅有的。
总的来说，越南科举在正规性、权威性和满足行政职位的要求、促进社会阶层流动等方面皆逊于中国科举，但在考试制度上与中国科举是最为相似的。